# Triocala
Triocala (grec antic: Τριόκαλα, Triókala, llatí: Triocala) era una ciutat de Sicília situada a l'interior de l'illa, a unes 12 milles romanes de les Thermae Selinuntiae, l'actual Sciacca.
La cita Esteve de Bizanci i diu que el nom el va trobar a Filist. Per això es creu que probablement la poblaven els sículs. Segurament era una ciutat fortificada en temps de Dionís el Vell, però no apareix a la història fins a la segona guerra dels esclaus a Sicília el 103 aC-100 aC, quan el cap dels rebels, Trifó, la va triar per la seva forta posició, hi va instal·lar el seu quarter general, i s'hi va fer fort després de ser derrotat a la plana per Luci Licini Lucul·le. No se sap com va ser conquerida però si se sap que va quedar molt malmesa després de la guerra. Tot i així Ciceró l'esmenta com a municipi romà. A partir del segle v era la seu d'un bisbat. Les seves ruïnes han estat localitzades prop de Caltabellotta.